# Johann Gottfried Alsleben
Johann Gottfried Alsleben (* 1735 in Halberstadt; † nach 1805) war ein deutscher Bürgermeister.

## Leben

### Familie
Johann Gottfried Alsleben war der Sohn von Johann Christoph Gottfried Alsleben.
Er war mit Johanna Catharina Christiana Hartmann (* vor 1750; † nach 1770) verheiratet; gemeinsam hatten sie zwei Kinder:
- Carl August Alsleben, späterer Oberlandesgerichtsrat in Preußen und erhielt  das Ehrenbürgerrecht Berlins verliehen;
- Charlotte Dorothea Christiane Alsleben (* um 1765 in Magdeburg; † nach 1788), verheiratet mit Christian Martin Ferdinand Kunze (* 24. Februar 1755 in Zerbst; † nach 1815).

### Werdegang
Johann Gottfried Alsleben immatrikulierte sich am 17. Oktober 1753 zu einem dreijährigen Studium der Rechtswissenschaften an der Universität Halle.
Nach Beendigung des Studiums bewarb er sich am 26. Oktober 1756 als Referendar bei der Regierung in Halberstadt und wurde am 21. November 1756, nach bestandener Prüfung, angenommen. Im Spätsommer 1760 bestand er das Große Examen und ging darauf zu Anfertigung von Probearbeiten nach Berlin.
Im April 1761 bewarb er sich um das vakante Amt des Stadtsekretärs in Magdeburg, und wurde, nachdem der Magistrat ihn vorgeschlagen hatte, am 15. Juli 1761 bestätigt; seit dem 17. April 1763 war er dort als Obersekretär tätig und wurde im Februar 1777 Syndikus der Magdeburger Altstadt.
Am 6. Dezember 1794 wurde er im Amt des Justizbürgermeisters, als Nachfolger des am 18. November 1794 verstorbenen Johann Friedrich Blanckenbach, bestätigt. Seit Mitte 1797 amtierte er, nach dem Tod von Johann Ernst August Reiche, bis 1805 als regierender Bürgermeister.